# Abbaye Saint-Martin de Massay
L’abbaye Saint-Martin est une abbaye bénédictine située dans la ville de Massay dans le Cher.

## Historique
L'abbaye Saint-Martin de Massay a été fondée en 738, par un comte d'Aquitaine nommé Egon. Charlemagne aurait fait une visite à Massay et à cette occasion, aurait fait don d'un trésor. En 814 Benoît d'Aniane la réforme selon l'ordre bénédictin. Vers 873 elle est pillée par les Normands. Elle est reconstruite en 910. Un incendie s'y produit en 999.
Les abbayes de Massay et de Déols sont toutes deux affiliées à l'abbaye de Cluny. Elles sont désormais placées sous l'autorité de Bernon, le fondateur, puis de l'abbé Odon dirige à la fois Cluny, Déols et Massay. À Massay, c'est un certain Odon II qui succède à Odon de Cluny en 935. Les deux abbayes sont donc indépendantes, même si elles conservent des liens.
Par la suite, aux Xe, XIe et XIIe siècles, Déols et Massay évoluent et deviennent des centres monastiques de première importance.
Après un incendie en 1128, l'abbatiale Saint-Martin de Massay est entièrement reconstruite dans des proportions plus importantes. De 1165 à 1175 est édifiée la chapelle de l'abbé sous une influence angevine, celle-ci amorce le passage du roman à l'architecture gothique. Saint Louis passe à Massay en 1258 de retour d'Égypte.
Massay est détruit pendant la guerre de Cent Ans. L'abbatiale est reconstruite au XIVe siècle à l'emplacement de l'église romane mais n'en n'occupe que l'emplacement de l'ancien chœur et l'ancien transept qui devait se trouver à l'emplacement de la première travée de l'église.
En 1483 un clocher-porche gothique finement ouvragé haut de 42 mètres est construit pour l'abbé Bertrand de Chamborand. Celui-ci renfermait 7 cloches dont une, datée du 27 mai 1512, porte ses armoiries. Une prison, dans ses soubassements, existe encore.
La guerre de Cent Ans provoque la destruction partielle de Massay par les troupes anglaises vers 1360. Puis elle est pillée en 1562 et 1567 pendant les guerres de Religion. La mise en place du régime de la commende transforme profondément l'abbaye.
Le cardinal archevêque de Bourges Frédéric Jérôme de La Rochefoucauld (évêque de 1729 à 1757) visite l'abbaye délabrée en 1733 et prononce sa fermeture définitive en 1735. Elle est démantelée en 1736 et l'église abbatiale Saint-Martin est donnée à la commune en remplacement de l'église paroissiale Saint-Paxent en mauvais état. La chapelle Saint-Loup est rattachée au presbytère qui l'utilisait comme grange, écurie et bûcher. Elle se compose de deux travées de voûtes en forme de coupoles soutenues d'arcs d'ogives diagonaux, d'une travée voûtée en berceau aigu et d'une abside circulaire voûtée en quart de sphère. Les chapiteaux sont ornés de rinceaux et de têtes. Les fenêtres sont en plein cintre ainsi que la porte, ornée de boudins en dents de scie.
Les bâtiments auraient pu subsister en partie, mais à la Révolution, le tracé de la nouvelle route de Reuilly passe par l'emplacement du cloître qui est détruit. Ce tracé est clairement visible sur le plan de Deshoulières et Gauchery. Aujourd'hui, les bâtiments restants sont classés, notamment la salle capitulaire, la chapelle Saint-Loup, aussi appelée la « chapelle de l’abbé », et l'église Saint-Paxent. Les bâtiments ont été classés puis réhabilités dans les années 1990.
La salle capitulaire du XIIIe siècle est surmontée d'une partie du dortoir des moines. Le logis du chambrier (ou économe du monastère) du XVIIe siècle est devenu d'abord presbytère, puis mairie. Des communs, un vivier et une travée des celliers subsistent encore de nos jours.
Le clocher-porche est repris en sous-œuvre en 1880 et on a supprimé les onze marches descendant dans la nef et qui étaient nécessitées par un remblai.

## Édifices subsistants

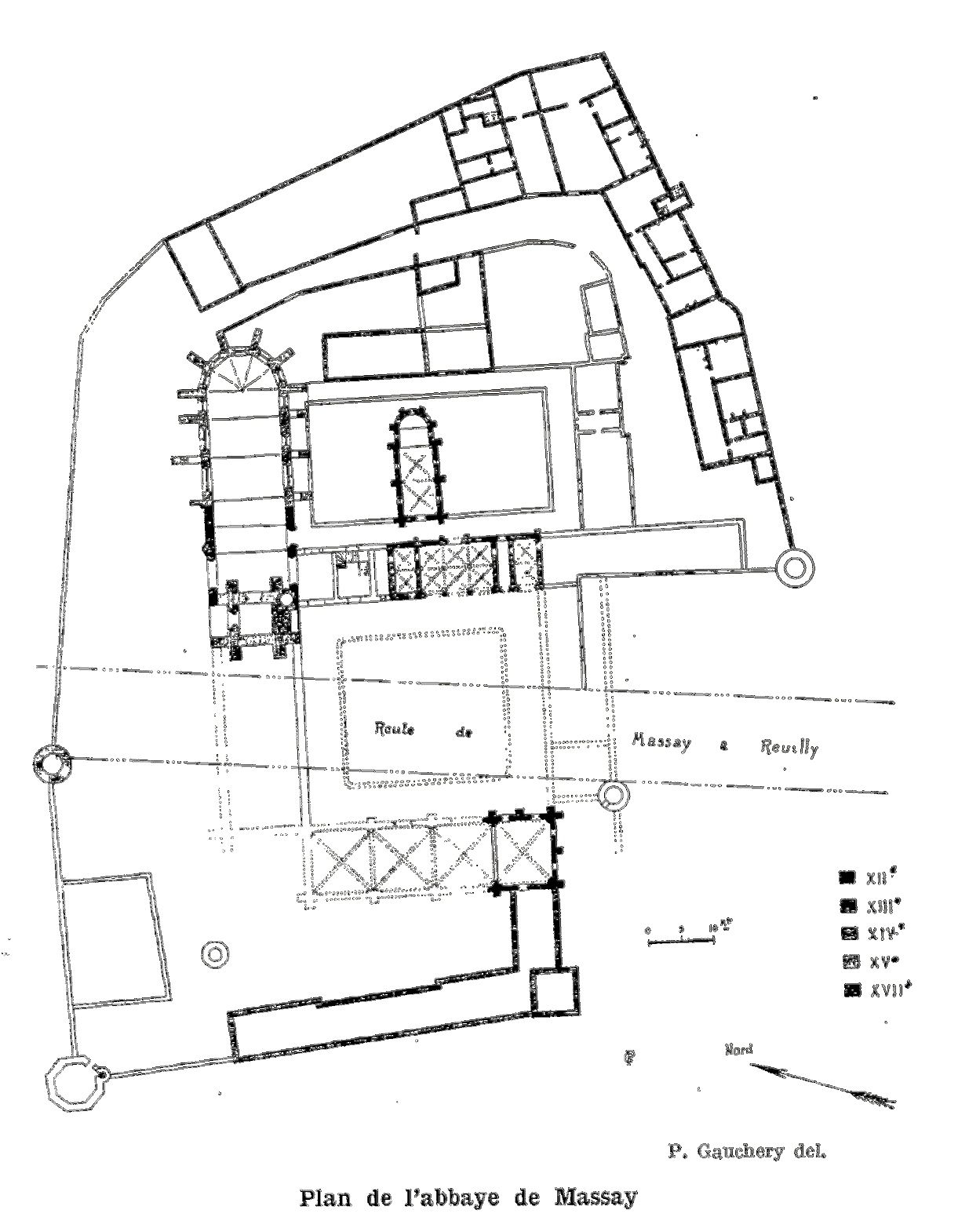
Plan de l'abbaye de Massay. Le tracé de la route de Reuilly est inscrit à travers l'ancien cloître. L'église Saint-Paixent est formée du cœur de l'ancienne abbatiale. La chapelle de l’abbé est dans le prolongement de la salle capitulaire.

### L'église Saint-Paxent
Cette église est un vaste et unique vaisseau terminé à l'est par un chevet à cinq pans coupés. Ses vitraux furent posés dans les années 1880. L'église contient un vitrail du XVIe siècle des ateliers rhénans, et un ensemble de vitraux mis en place entre 1880 et 1885 provenant des ateliers parisiens de Gaspard Gsell, un élève suisse et disciple de Ingres. Elle contient des stalles du XVIe siècle très mutilées et une statue d'une Vierge à l'Enfant en bois polychrome du XVIIe et XVIIIe siècles. Elle est classée monument historique

### La tour-clocher puissante, ou tour Chamborant
À l'église est adossée une tour-clocher haute de 42 mètres. Cette tour est divisée en trois étages marqués par des cordons et soutenus par des contreforts terminés par des pinacles. L'accès se fait par le nord, par une porte en tiers-point surmontée des armes de l'abbé de Chamborant complétées par une légende en lettres gothiques disant « Rébérend père en Dieu, frère Bertrand de Chamborand, abbé de l’abbaye de Massay, a fait faire ceste présente tour l'an mil CCCCLXXXX et trois ». À l'étage suivant se trouvent une fenêtre à meneaux ainsi que des contreforts possédant des niches soutenues par des culs-de-lampe. Le dernier étage, le plus riche en décoration, est entouré d'une balustrade gothique avec des lettres rappelant le nom du fondateur. Les contreforts se terminent par des pinacles et la tour est percée sur chaque face de deux fenêtres entourées de riches moulures, derrière lesquelles se trouvent deux cloches, parmi les sept qu'avait le clocher autrefois. L'une date de 1512 et porte les armes de l'abbé de Chamborant.

### La chapelle Saint-Loup
Aussi appelée chapelle de l'Abbé. Cet oratoire date du milieu du XIIe siècle. Sobre d'extérieur et bien conservé, son architecture homogène est romane, mais contient déjà des arcs-ogives. Elle est classée au titre des Monuments historiques depuis 1889.

### La salle capitulaire et le dortoir des moines
Situé au sud de l'église, ce bâtiment du XIIIe siècle fait partie de l'édifice qui entourait le cloître. Il comprend au rez-de-chaussée la salle capitulaire, deux autres salles et un couloir faisant communiquer les deux cloîtres. Au 1er étage se trouve une partie du dortoir des moines, à la charpente à chevrons-formant-fermes et aux baies étroites et fenêtres datant du XVIIe siècle. La salle et le dortoir sont classés au titre des Monuments historiques depuis 1915.

### Le logis du chambrier
Il date du XVIIe siècle. Lors de la cessation des activités de l'abbaye, il devient le presbytère jusqu'à une période récente.

### Les anciennes fortifications
Une tour ronde, indépendante de l'église, reste le vestige le mieux conservé des fortifications de l'abbaye. On peut en suivre le tracé en empruntant certaines rues de la ville, dans lesquelles on aperçoit les ruines d'autres tours.

## Abbés
- 1722-1735 : Étienne Louis Alexandre Berthelot de Pléneuf (1707-1774), abbé commendataire, il épousera Marie-Anne Campagnot[6].